# A Secret Life
| Оценки критиков      | Оценки критиков |
| Источник             | Оценка          |
| -------------------- | --------------- |
| AllMusic             | [ 1 ]           |
| Billboard            | (позитивный)    |
| Entertainment Weekly | B               |
| Robert Christgau     | [ 4 ]           |
| Spin                 | 4/10            |

A Secret Life — двенадцатый студийный альбом английской певицы Марианны Фейтфулл. Он был выпущен 21 марта 1995 года на лейбле Island Records. Альбом стал её первым студийным релизом, состоящим в основном из оригинального материала, за более чем десятилетие. Фейтфулл сотрудничала с американским композитором Анджело Бадаламенти после его работы над телесериалом «Твин Пикс». Под влиянием её интереса к классической музыке альбом A Secret Life стал музыкальным отступлением от её предыдущих работ и продемонстрировал более нежную сторону её голоса.
Фейтфулл также работала с ирландским поэтом и своим давним другом Фрэнком Макгиннессом и использовала некоторые из его стихов в песнях «Sleep» и «The Wedding». В музыкальном плане A Secret Life — это альтернативный рок-альбом, который был вдохновлён классической музыкой, а также включает в себя элементы блюза. Песни затрагивают такие темы, как разрушенные отношения в песне «She» или тайная любовная связь в песне «Love in the Afternoon».
A Secret Life получил смешанные отзывы от музыкальных критиков. Альбом был выпущен всего через несколько месяцев после её успешной автобиографии Faithfull: An Autobiography и сборника Faithfull: A Collection of Her Best Recordings (1994), альбом оказался коммерчески неудачным. Песня «Bored by Dreams» была единственным синглом, выпущенным с альбома, и также не вошла в чарты.

## Отзывы критиков
Альбом получил в целом смешанные отзывы музыкальных критиков. Ричи Унтербергер из AllMusic дал альбому три звезды из пяти, заявив, что «Фейтфулл по-прежнему обладает прекрасным голосом, а её слова по-прежнему проникают в душу». Однако он раскритиковал оркестровые аранжировки Бадаламенти и отметил, что «хотя они могут быть эффективно нуарными, они также могут создавать неуместно холодную и отстранённую атмосферу». Он назвал песни «Flaming September» и «She» выделяющимися композициями.

## Список композиций
| №                   | Название                | Автор(ы)                                       | Длительность |
| ------------------- | ----------------------- | ---------------------------------------------- | ------------ |
| 1.                  | «Prologue»              | Анджело Бадаламенти Данте Алигьери             | 2:03         |
| 2.                  | «Sleep»                 | Марианна Фейтфулл Бадаламенти Фрэнк Макгиннесс | 3:43         |
| 3.                  | «Love in the Afternoon» | Фейтфулл Бадаламенти                           | 3:30         |
| 4.                  | «Flaming September»     | Фейтфулл Бадаламенти                           | 5:01         |
| 5.                  | «She»                   | Фейтфулл Бадаламенти                           | 3:24         |
| 6.                  | «Bored by Dreams»       | Фейтфулл Бадаламенти                           | 3:08         |
| 7.                  | «Losing»                | Бадаламенти Дэвид Фоурман Дюк Левин            | 3:52         |
| 8.                  | «The Wedding»           | Фейтфулл Бадаламенти Макгиннесс                | 3:16         |
| 9.                  | «The Stars Line Up»     | Фейтфулл Бадаламенти                           | 3:51         |
| 10.                 | «Epilogue»              | Бадаламенти Уильям Шекспир                     | 3:12         |
| Общая длительность: | Общая длительность:     | Общая длительность:                            | 35:00        |

## Участники записи
- Марианна Фейтфулл — вокал
- Кармин Д’Амико — гитара
- Винни Белл[англ.] — гитара, мандолина
- Джин Орлофф[англ.] — скрипка
- Альфред Браун, Жюльен Барбер, Ламар Олсоп, Энн Барак, Мицуэ Такаяма, Кен Фрикер, Джульетта Хаффнер, Гарри Зарациан — альт
- Фред Злоткин, Клэй Рюд, Беверли Лауридсен, Джули Грин — виолончель
- Альберт Регни, Памела Скляр, Лоуренс Фельдман — флейта, альт-флейта
- Шелли Вудворт, Шерри Сайлар — гобой, гобой д’амур
- Андре Бадаламенти — кларнет
- Боб Карлайл — валторна
- Кинни Ландрам, Анджело Бадаламенти — клавишные
- Руфус Рид, Марк Иган[англ.], Роб Девито — бас-гитара
- Сэмми Мерендино, Гордон Готтлиб — ударные, перкуссия

Технический персонал
- Гэри Честер — запись струнных и деревянных духовых инструментов, сведение
- Art Polhemus — запись вокала и ритм-треков
- Тони Райт[англ.] — художественное направление
- Альдо Сампиери — дизайн
- Мишель Конт[англ.], Уэйн Мазер — фотография